# So
|  | Per a altres significats, vegeu «SO». |

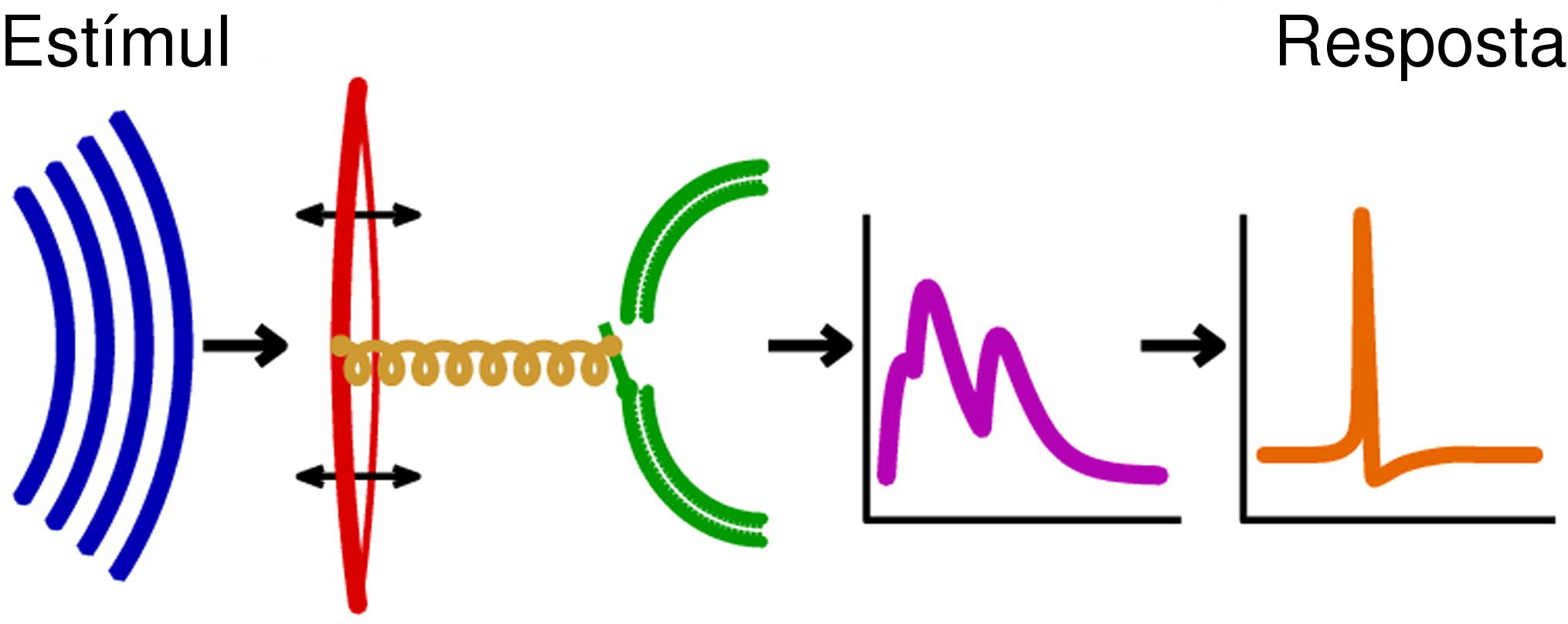
Representació esquemàtica de l'oïda. (Blau: ones sonores. Vermell: timpà. Groc: còclea. Verd: cèl·lules de receptors auditius. Porpra: espectre de freqüència de resposta d'oïda. Taronja: impuls del nervi.)

El so és una successió de canvis de pressió (compressions i dilatacions) en un medi (sòlid, líquid o gas), provocats per una vibració que s'hi transmet en forma d'ones sonores. La vibració provoca alteracions mecàniques a les partícules del medi creant canvis de pressió que es propaguen en totes direccions a partir del punt on hi ha la vibració. Els humans, i també molts animals, podem percebre el so mitjançant el sentit de l'oïda. El rang de sons audible per les persones és típicament entre 20 Hz i 20 kHz.
Perquè es generi un so cal que vibri alguna font. Les vibracions poden ser transmeses a través de diversos mitjans elàstics, entre els més comuns es troben l'aire i l'aigua. La fonètica acústica concentra el seu interès especialment en els sons de la parla: com es generen, com es perceben, i com es poden descriure gràfica i / o quantitativament.
A diferència d'altres tipus d'energia calorífica, energia lluminosa, que poden viatjar a través del buit, el so necessita un medi material per a transmetre's. Aquesta transmissió és longitudinal en un fluid (líquid o gas) i transversal en un sòlid.
La velocitat del so (velocitat a què es desplaça el so) depèn de la densitat del medi a través del qual viatja. En l'aire, aquesta velocitat és d'uns 340 metres per segon, tot i que varia amb la temperatura i la humitat.
Les principals característiques de les ones sonores són, com en qualsevol altre tipus d'ona, la freqüència i l'amplitud.

## Física del so
La física del so és estudiada per l'acústica, que tracta tant de la propagació de les ones sonores en els diferents tipus de mitjans continus com la interacció d'aquestes ones sonores amb els cossos físics. Les vibracions mecàniques que poden ser interpretades com a so són capaces de viatjar a través de tots els estat de la matèria: gasos, líquids, sòlids, i plasmes. El so requereix un medi material com a suport per a ser transportat, per tant, no pot viatjar a través de buit.
Un so es pot caracteritzar físicament per un seguit de paràmetres:
- Freqüència de l'ona sonora
- Velocitat a la qual es propaga l'ona sonora
- Pressió sonora
- Intensitat sonora
- Potència acústica
- To i timbre de l'ona sonora

### Freqüència
La freqüència és una mesura del nombre de vegades que ocorre un esdeveniment en un temps determinat, en el cas del so indica el nombre d'oscil·lacions completes per unitat de temps, la unitat de mesura és l'hertz (Hz), que és una oscil·lació completa per segon.
Com qualsevol moviment ondulatori, el so pot representar-se com una suma de corbes sinusoides amb un factor d'amplitud, que es pot caracteritzar per les mateixes magnituds i unitats de mesura que a qualsevol ona de freqüència ben definida: longitud d'ona (λ), freqüència ({\displaystyle f}, de vegades ν) o inversa del període (T) i amplitud, que indica la quantitat d'energia que conté un senyal sonor i no s'ha de confondre l'amplitud amb volum o potència acústica. Quan es considera la superposició de diferents ones també és important la fase, que representa el retard relatiu a la posició d'una ona respecte a una altra.
No obstant això, un so complex qualsevol no està caracteritzat pels paràmetres anteriors, ja que en general un so qualsevol és una combinació d'ones sonores que difereixen en els paràmetres anteriors. La caracterització d'un so arbitràriament complex implica analitzar tant l'energia transmesa com la distribució d'aquesta energia entre les diverses ones components.
L'espectre de freqüències d'una ona sonora permet diferenciar els sons dels instrument (espectre a ratlles, característic de les oscil·lacions periòdiques) del soroll (espectre continu, característic d'oscil·lacions no periòdiques).

### Propagació del so
Certes característiques dels fluids i dels sòlids influeixen en les ones sonores, per aquesta raó el so es propaga en els sòlids i en els líquids amb una major rapidesa que en els gasos. En general, com més gran sigui la compressibilitat (1/K) del medi, menor serà la velocitat del so. La densitat també és un factor important que influeix en la velocitat de propagació. En general, com més gran sigui la densitat (ρ), en igualtat de tots els altres paràmetres, major serà la velocitat de propagació del so. La velocitat del so es relaciona amb aquestes magnituds mitjançant l'equació:
{\displaystyle v\varpropto {\sqrt {\frac {K}{\rho }}}}
En els gasos, la temperatura influeix tant en la comprensibilitat com en la densitat, de tal manera que el factor a considerar acostuma a ser la mateixa temperatura.
Perquè el so es transmeti es necessita que les molècules vibrin entorn de les seves posicions d'equilibri.
En algunes zones de les molècules d'aire, al vibrar s'ajunten (zones de compressió) i en altres zones s'allunyen (zones de rarefacció), aquesta alteració de les molècules d'aire és el que produeix el so.
Les ones sonores necessiten un medi en el qual propagar-se, per tant, són ones mecàniques. Es propaguen en la mateixa direcció que tenen lloc les compressions i dilatacions del medi: són ones longitudinals.
La velocitat de propagació de les ones sonores depèn de la distància entre les partícules del medi; per tant, és en general major en els sòlids que en els líquids i major en els líquids que en els gasos.

#### Ones longitudinals i transversals

Ones sinusoidals de diferents freqüències; les ones que són a la part inferior tenen freqüències més altes que les que són a la part superior. L'eix horitzontal representa el temps.

El so es transmet a través dels gasos, el plasma i els líquids en forma d'ones longitudinals, també anomenades ones de compressió. En canvi, a través de sòlids es pot transmetre tant en forma d'ones longitudinals com d'ones transversals. Les ones longitudinals són ones on hi ha una alternança de variacions de pressió respecte a la pressió d'equilibri, causant regions locals de compressió i rarefacció, mentre que les ones transversals (en sòlids) són ones d'alternança de la tensió de cisallament en angle recte amb la direcció de propagació.
La matèria que hi ha al medi és desplaçada periòdicament per una ona sonora i, per tant, oscil·la. L'energia transportada per l'ona sonora, l'energia potencial procedent de la compressió (en el cas de les ones longitudinals) o de la deformació lateral (en el cas de les ones transversals) de la matèria i l'energia cinètica de les oscil·lacions del medi, es converteixen l'una en l'altra.

#### Velocitat de propagació del so
La velocitat del so depèn del medi que travessen les ones, en general, la velocitat del so és proporcional a l'arrel quadrada del quocient entre la rigidesa del medi i la seva densitat. Les propietats físiques i la velocitat del so canvien amb les condicions ambientals, per exemple, als gasos la velocitat depèn de la temperatura.
En general, la velocitat del so c vindrà donada per:
{\displaystyle c={\sqrt {\frac {C}{\rho }}}}
on
C és els coeficient de rigidesa (el coeficient d'elasticitat en el cas dels gasos, el mòdul elàstic en el cas dels sòlids),
{\displaystyle \rho } és la densitat
A l'aire es pot calcular una velocitat aproximada (en m/s) mitjançant la fórmula següent:
{\displaystyle c=(331{,}5+0{,}6\cdot \vartheta )\ \mathrm {m/s} }
on {\displaystyle \vartheta } és la temperatura en graus Celsius; 
{\displaystyle \vartheta =T-273{,}15\,\mathrm {K} }.

##### Velocitat del so a l'aire

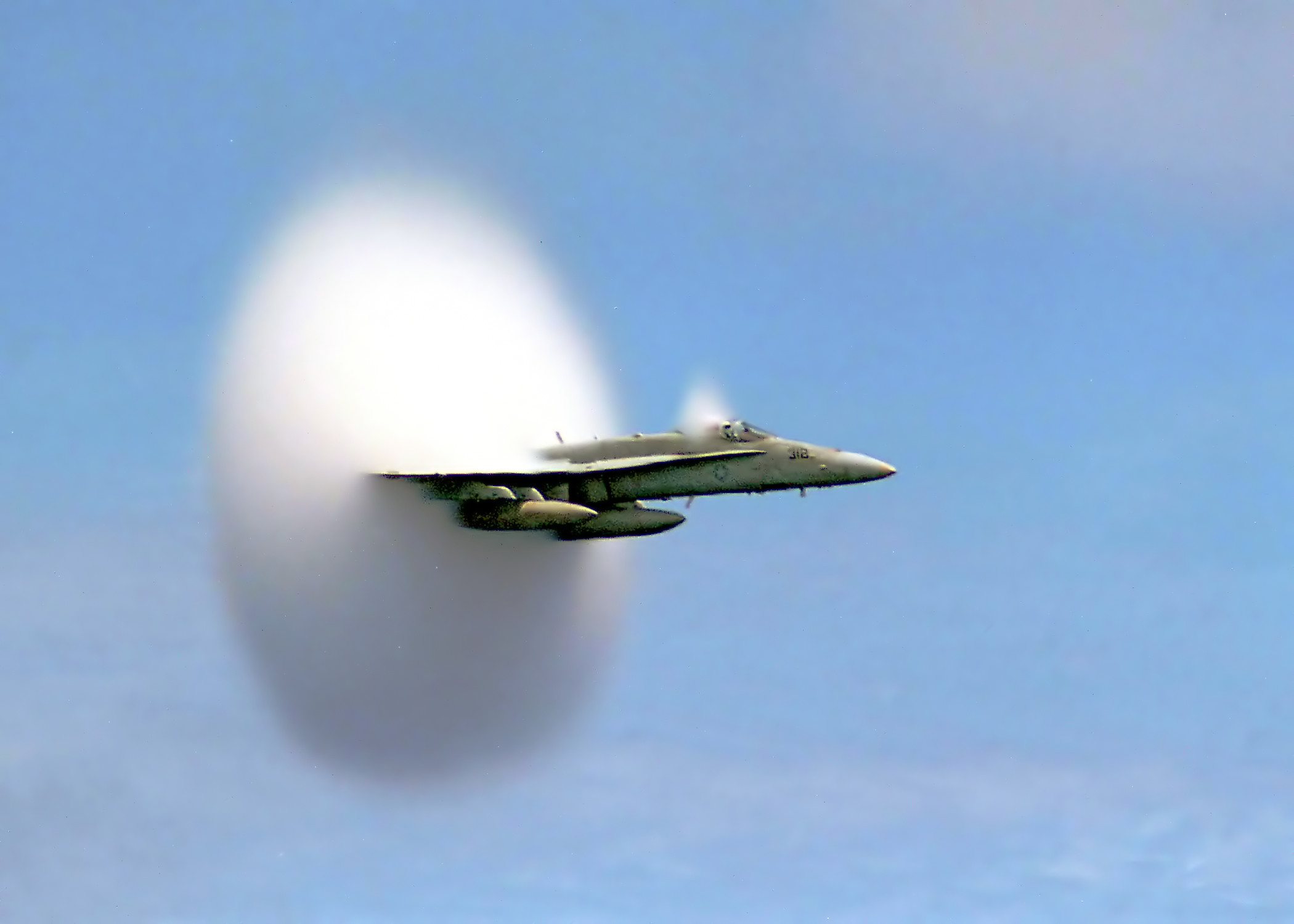
Un avió F/A-18 de la marina nord-americana trencant la barrera del so. El núvol blanc es forma és un fenomen conegut com a singularitat de Prandtl-Glauert, es pensa que la variació extrema de la pressió al voltant de l'avió pot produir la condensació del vapor d'aigua que hi ha a l'aire.

El so té una velocitat de 331,5 m/s quan la temperatura és de 0 °C, la pressió atmosfèrica és d'1 atm (nivell del mar) i es presenta una humitat relativa de l'aire de 0% (aire sec).
La velocitat del so anirà augmentant a mesura que la temperatura augmenti en una relació de 1 °C = 0.6 m/s. És a dir, que si tenim una temperatura de 10 °C, la velocitat del so serà: 331,5 m/s + 10 * 0,6 m/s = 337,5 m/s.
A continuació, tenim la fórmula anteriorment esmentada per a calcular la velocitat del so:

{\displaystyle V_{s}=V_{0}+\beta T\,}

On:
{\displaystyle V_{0}=331,3\ [{\mbox{m/s}}]\,}
{\displaystyle \beta =0,606\ [{\mbox{m/(s}}^{\circ }{\mbox{C)}}]}
{\displaystyle T\ [{}^{\circ }{\mbox{C}}]}, és la temperatura en graus Celsius.
Si la temperatura ambient és de 15 °C, la velocitat de propagació del so és 340 m/s (1224 km/h). Aquest valor correspon a 1 MACH.

##### Velocitat del so a l'aigua
A l'aigua, la velocitat del so és més elevada que en l'aire, no obstant, hem de distingir entre l'aigua dolça i l'aigua salada. A l'aigua dolça, la velocitat del so arriba aproximadament als 1435 m/s mentre que a l'aigua salada, en ser aquesta més densa, arriba fins als 1500 m/s. Tot i això, aquestes velocitats es poden veure modificades a causa de la pressió, temperatura i salinitat de les aigües.

##### Velocitat del so als sòlids
La velocitat del so depèn del tipus de material. Quan més dens és el material, major serà la velocitat que podrà assolir el so a través d'ell.
Per exemple, a través de:
- Fusta → 3900 m/s
- Formigó → 4000 m/s
- Metall → 5100 m/s

### Pressió sonora
La pressió sonora és la variació de la pressió en un punt respecte a la posició de repòs a conseqüència de la propagació d'una ona sonora a través del medi. La unitat de mesura és el pascal (Pa) i es pot mesurar amb un micròfon (a l'aire) o amb un hidròfon (a l'aigua). La pressió sonora eficaç és la mitjana quadràtica de la pressió sonora instantània (el canvi de pressió {\displaystyle p_{0}} causat per una ona en un moment i punt determinat) durant un període:
{\displaystyle p_{\mathrm {ef} }={\sqrt {{1 \over T}\int _{0}^{T}p^{2}(t)\,dt}}}
on 
T és el període considerat i p(t) és la pressió instantània a un moment t.

### Intensitat sonora
La intensitat sonora es defineix com la quantitat d'energia sonora que travessa per una superfície (perpendicular a la direcció de propagació) en una unitat de temps o, cosa que és el mateix, la relació entre la potència sonora d'una ona sonora i l'àrea que travessa. Es mesura en watts per m² (W/m²). La intensitat mitjana vindrà donada per:
{\displaystyle I={\frac {1}{T}}\int _{0}^{T}p_{inst}(t)v(t)\,dt}
on pinst(t) és la pressió sonora instantània, v(t) és el vector velocitat i T és l'interval de temps considerat.
Per ones planes seria vàlida l'equació:
{\displaystyle I={p^{2} \over {\rho c}}}
on p és la pressió sonora,:ρ és la densitat del medi i c és la velocitat de propagació.
La intensitat del so que es percep subjectivament es denomina sonoritat i permet ordenar sons en una escala del més fort al més dèbil.

### Potència acústica
La potència acústica és la quantitat d'energia sonora per unitat de temps radiada per una font sonora o, cosa que és el mateix, la intensitat sonora per unitat d'àrea i al Sistema Internacional es mesura en watts (W).
{\displaystyle P_{\mathrm {ac{\acute {u}}stica} }=I\cdot A}
on I és la intensitat sonora i A l'àrea travessada.

### To i timbre
El to i el timbre són dos atributs que ens permeten diferenciar els sons. El to depèn de la vibració i de la freqüència de l'ona sonora i, per exemple, ens permet diferenciar entre:
- Tons greus (freqüències baixes, de 20 a 300 Hz).
- Tons mitjans (freqüències mitjanes, de 300 a 2.000 Hz).
- Tons aguts (freqüències altes, de 2.000 fins a 20.000 Hz).

El timbre és una qualitat que ens permet diferenciar dos sons que tinguin el mateix to, la mateixa durada i la mateixa intensitat sonora. El timbre és conferit a un so en virtut de la diferent quantitat i intensitat dels harmònics que el componen així com de la forma de l'ona, i en concret l'atac, la caiguda i la ressonància.

## Acústica i el soroll
L'estudi científic de la propagació, absorció i reflexió de les ones de so es diu l'acústica. Soroll és un terme comunament utilitzat per referir-se a un so no desitjat. En la ciència i l'enginyeria, el soroll és un component indesitjable que amaga un senyal desitjat.

## La percepció del so
Els humans i d'altres animals percebem el so a mitjançant el sentit de l'oïda, però a més a més podem percebre sons de baixa freqüència a través d'altres parts del cos. Generalment es considera que els sons audibles per a l'oïda humana són els que tenen una freqüència compresa entre els 20 i els 20.000 Hz, però aquests límits no estan clarament definits (per exemple, a la banda inferior hi ha qui considera valors inferiors com 12 Hz), i és ben sabut que el límit superior disminueix amb l'edat. Per damunt i per sota d'aquest rang hi ha els ultrasons i els infrasons, respectivament. Altres espècies poden percebre altres rangs de freqüències: gat domèstic 100-32.000 Hz; elefant africà 16-12.000 Hz; ratpenat 1.000-150.000 Hz o els rosegadors 70-150.000 Hz. És ben conegut l'exemple dels gossos (40-46.000 Hz), que poden escoltar sons a freqüències per sobre dels 20.000 Hz que són imperceptibles pels humans (hi ha xiulets que emeten ultrasons que són utilitzats tant per ensinistrar com per espantar els gossos, però hi ha qui pensa que també es pot utilitzar per dispersar els grups de joves).
Per a molts animals el sentit de l'oïda és cabdal per a la seva supervivència, utilitzen els sons per detectar perills, a la depredació detectant les preses o a la comunicació. La majoria de fenòmens que es produeixen a la Terra tenen associats sons característics: la pluja, les onades, el foc, el vent, etc. Moltes espècies, els mamífers, amfibis com la granota o els ocells, han desenvolupat òrgans especials per a la producció de sons, que en el cas d'alguns ocells ha evolucionat fins al cant o fins a la parla humana. Els humans fins i tot hem desenvolupat una cultura i una tecnologia basant-se en la generació i la transmissió de sons (cultura de transmissió oral, telèfon, ràdio, fonògraf, disc compacte, iPod).
Tot i que en l'ús quotidià els mots so i soroll poden ser sinònims, ambdós mots poden tenir significats molt diferents, habitualment un soroll seria un so no desitjat, que pot arribar a ser molest. Un soroll seria un so produït per una vibració que causaria una variació no periòdica de la pressió sonora, la pressió acústica mínima que pot ser percebuda com un so pels humans és de 2 micropascals (μPa) (o, cosa que és equivalent, 2x10-5 newtons per metre quadrat), seria el llindar auditiu, mentre que una pressió sonora d'uns 20 pascals (Pa) seria el llindar de dolor, el sons provocarien una sensació dolorosa.
Per a la mesura del so s'utilitza una escala logarítmica, que permet representar magnituds molt grans i molt petites amb nombres relativament petits, i que és adimensional perquè és una relació entre dos magnituds amb les mateixes dimensions, la pressió sonora respecte d'una pressió sonora arbitrària de referència que, per conveni internacional, són els 2 micropascals esmentats. Es tracta de l'escala decibèlica que expressa la magnitud del so en decibels, desenes parts de bel, una unitat rarament utilitzada. L'origen de l'escala, el valor 0, correspon al llindar auditiu humà (2 μPa), de manera que els valors negatius correspondrien a sons imperceptibles per l'home. El decibel no és una unitat del Sistema Internacional (hi ha científics que no la consideren una unitat), tanmateix és acceptat per a ser utilitzat amb les unitats del SI.

### Nivell de pressió sonora
El nivell de pressió sonora (SPL, de l'anglès Sound pressure level) o nivell sonor {\displaystyle L_{p}} és una mesura logarítmica de la pressió sonora eficaç d'una ona mecànica respecte a una font de referència. Es mesura en decibels:
{\displaystyle L_{\mathrm {p} }=10\,\log _{10}\left({\frac {p}{p_{0}}}\right)^{2}=20\,\log _{10}\left({\frac {p}{p_{0}}}\right){\mbox{ dB}}}
on p0 és la pressió sonora de referència (a l'aire s'acostuma a considerar {\displaystyle p_{0}=20} µPa, i p és el valor de la pressió eficaç que volem mesurar.
Si el medi de propagació és l'aire, el nivell de pressió sonora (SPL) s'expressa gairebé sempre en decibels respecte a la pressió de referència de 20 μPa, generalment considerat el llindar d'audibilitat per als éssers humans (aproximadament equivaldria a la pressió del so produït per un mosquit volant a tres metres de distància). Els mesuraments dels equips d'àudio es fan gairebé sempre en referència a aquest valor. No obstant això, en altres medis, com per exemple l'aigua, sovint s'utilitza una pressió de referència igual a μPa. En general, és necessari saber el nivell de referència quan es comparen mesures de SPL i el fet que sovint la unitat dB (SPL) sigui abreujada com dB pot portar a engany, ja que es tracta d'una mesura relativa.

#### Exemples de nivells de pressió sonora

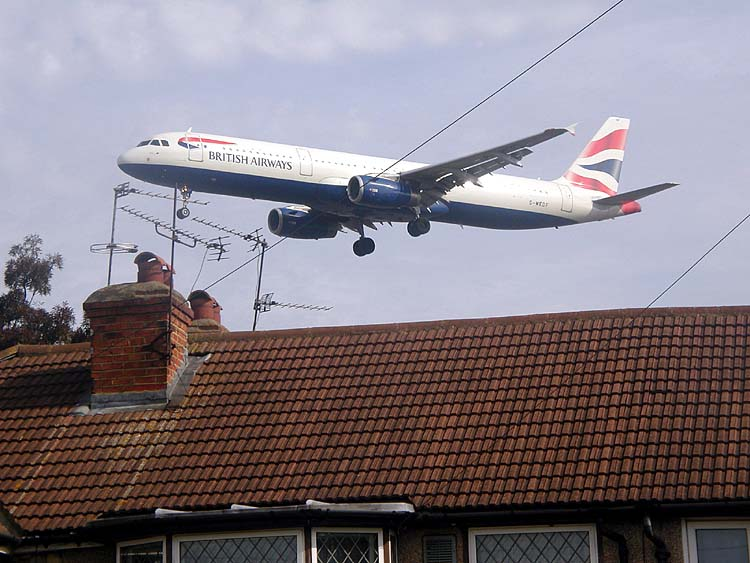
Un Airbus A321 de British Airways vola a baixa altura sobre un barri proper a l'aeroport de Heathrow (Londres), durant la maniobra d'aterratge.

Atesa la franja de percepció humana (de 20 µPa a 20.000 Pa) a l'escala decibèlica els sons perceptibles seran compresos entre 0 i 180 decibels (dB)- La taula següent mostra alguns exemples:
| Decibels | Pressió (Pa) | Exemple                            |
| -------- | ------------ | ---------------------------------- |
| 180      | 20.000       | Míssils                            |
| 160      | 2.000        | Llançament coet espacial           |
| 150      | 630          | Explosió nuclear                   |
| 140      | 200          | Avió                               |
| 130      | 63           | Erupció volcànica, canó            |
| 120      | 20           | Martell pneumàtic, concert de rock |
| 110      | 6.3          | Discoteca, huracà                  |
| 100      | 2            | Tempesta forta, botzina de cotxe   |
| 90       | 0,63         | Tempesta, moto amb silenciador     |
| 80       | 0,2          | Onades                             |
| 70       | 0,063        | Pluja                              |
| 60       | 0,02         | Conversa normal                    |
| 50       | 0,0063       | Plovisqueig                        |
| 40       | 0,002        | Parlar baix                        |
| 30       | 0,00063      | Xiuxiueig                          |
| 20       | 0,0002       | Moviment de fulles                 |
| 10       | 0,000063     | Nit al camp, ordinador             |
| 0        | 0,00002      | Llindar auditiu                    |

### Nivell d'intensitat sonora
El nivell d'intensitat sonora o nivell d'intensitat acústica ("LI") és una mesura logarítmica de la intensitat sonora (mesurada en W/m²) comparada amb un valor de referència (10-12 W/m²). La relació es defineix com:
{\displaystyle L_{\mathrm {I} }=10\,\log _{10}\left({\frac {I_{1}}{I_{0}}}\right)\ \mathrm {dB} \,}
on I1 és la intensitat sonora en W/m², i I0 és el valor de referència, que correspon a la menor intensitat sonora audible per l'oïda humana a una freqüència de 1.000 Hz. El nivell d'intensitat sonora és un valor adimensional i s'expressa en decibels (dB).
En canvi, si en comptes de prendre la intensitat llindar a 1.000 Hz, prenem la intensitat llindar real per a cada freqüència llavors parlarien de sonoritat i s'expressaria en fons, la unitat de mesura de la intensitat de la sensació sonora per a l'oïda humana.
La sensació que ens produeix un so és subjectiva i depèn de l'observador, No hi ha una relació proporcional entre la intensitat física d'un so i la sensació sonora o sonoritat que ens produeix, la sensació sonora segueix aproximadament la llei de Weber-Fechner, que ens indica que la sensació sonora segueix una progressió aritmètica mentre que l'estímul sonor segueix una progressió geomètrica.

## Contaminació acústica

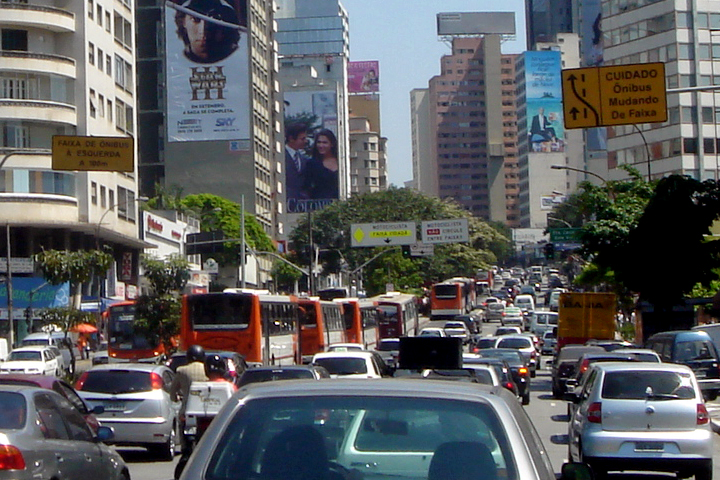
El trànsit rodat dels vehicles a les ciutats és una de les principals fonts de contaminació sonora. A la imatge un carrer de São Paulo.

Les activitats humanes comporten habitualment la producció de sons, que aquests arribin a ser una incomoditat, una molèstia o que arribin a afectar la salut física o psíquica de les persones depèn del tipus de soroll, de la seva durada i del moment i el lloc on es produeixin. Es parla de contaminació acústica quan el soroll comporta repercussions greus sobre la salut, la qualitat de vida dels éssers vius o el funcionament normal dels ecosistemes.
Les fonts de contaminació acústica més important són: el trànsit de tota mena de vehicles (aeris i terrestres), les activitats industrials i productives, les activitats d'oci (concerts, esdeveniments esportius) i el veïnatge (crits, música).
La contaminació acústica poden tenir conseqüències negatives sobre la salut humana com la disminució temporal o permanent de la capacitat auditiva (pot arribar a la sordesa), sensacions de nerviosisme i irritabilitat, alteracions del son, depressions, etc.

### Legislació
Fins a la dècada del 1970 no van aparèixer les primeres lleis que tímidament intentaven regular la producció de soroll i l'exposició a determinats nivells de soroll. El precedent més antic seria la prohibició d'utilització del clàxon a prop dels hospitals i les indicacions de silenci en aquestes institucions.
En general les legislacions estableixen límits màxim del nivell d'immissió sonora en funció de les hores, habitualment es fa una diferenciació entre dia (entre les 7 i les 21h), vespre (entre les 21 i les 23 h) i nit (entre les 23 i les 7 h) i entre zones amb diferent grau de tolerància. S'acostuma a regular els límits d'emissió sonora, activitats específicament sotmeses a control pel seu impacte ambiental, nivells d'exposició, normes constructives o els mètodes de càlcul i aparells de mesura a utilitzar. De manera addicional a la legislació mediambiental, també acostuma a haver normes respecte al soroll a la legislació laboral, en especial la relativa a la seguretat i riscos laborals.

## El so a la música

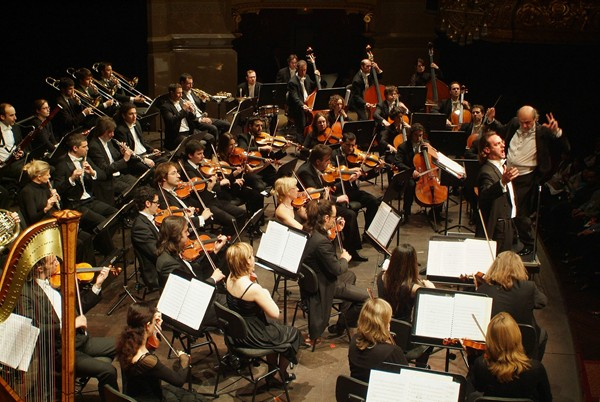
Orquestra simfònica

El so, en combinació amb el silenci, és la matèria primera de la música. En música els sons es qualifiquen en categories com a: llargs i curts, forts i febles, aguts i greus, agradables i desagradables. El so ha estat sempre present en la vida quotidiana de l'home. Al llarg de la història l'ésser humà ha inventat una sèrie de regles per ordenar-ho fins a construir algun tipus de llenguatge musical.

### Propietats

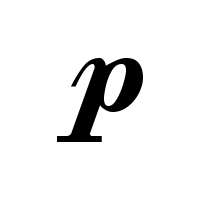
Abreviatura per l'anotació de piano.

- Altura: Indica si el so és greu o agut i ve determinada per la freqüència fonamental de les ones sonores, mesurada en cicles per segon o hertzs (Hz). Perquè els humans puguem percebre un so, aquest ha d'estar comprès entre el rang d'audició de 16 i 20.000 Hz Per sota d'aquest rang tenim els infrasons i per sobre els ultrasons. Això se l'anomena rang de freqüència audible. Amb l'edat aquest rang es va reduint tant en greus com a aguts.
  - vibració lenta = baixa freqüència = so greu
  - vibració ràpida = alta freqüència = so agut.

- Durada: és el temps durant el qual es manté l'esmentat so. Els únics instruments acústics que poden mantenir els sons el temps que vulguin, són els de corda amb arc com el violí per exemple, i els de vent (utilitzant la respiració circular o contínua); però en general, els de vent depenen de la capacitat pulmonar, i els de corda segons el canvi de l'arc produït per l'executant.

- Timbre o color: és la qualitat que confereix al so els harmònics que acompanyen a la freqüència fonamental. La veu pròpia de cada instrument que distingeix entre els sons i els sorolls. Aquesta qualitat és la que permet distingir dos sons, per exemple, entre la mateixa nota (to) amb igual intensitat produïda per dos instruments musicals diferents. Es defineix com la qualitat del so. Cada cos sonor vibra d'una manera diferent, les diferències es donen no solament per la naturalesa del cos sonor (fusta, metall, pell tensada, etc.), sinó també per la manera de fer-ho sonar (colpejar, fregar, rascar). Una mateixa nota sona diferent si la toca una flauta, un violí, una trompeta, etc. Cada instrument té un timbre que l'identifica o el diferencia dels altres. Amb la veu passa el mateix. El so donat per un home, una dona, un / a nen / a tenen diferent timbre. El timbre ens permetrà distingir si la veu és aspra, dolç, ronca o vellutada. També influeix en la variació del timbre la qualitat del material que s'utilitzi. Així doncs, el so pot ser clar, sord, agradable o molest.

- Intensitat, dinàmica o força: és la quantitat d'energia acústica que conté un so, és a dir, el fort o suau d'un so. La intensitat ve determinada per la potència, que al seu torn està determinada per l'amplitud i ens permet distingir si el so és fort o feble. Els sons que percebem han de superar el llindar auditiu (0 dB) i no arribar al llindar de dolor (140 dB). Aquesta qualitat la mesurem amb el sonòmetre i els resultats s'expressen en decibels (dB) en honor del científic i inventor Alexander Graham Bell.

1. fortissimo o molt fort
2. forte o fort
3. mezzoforte o mig fort
4. mezzopiano o mitjà suau
5. piano o suau
6. pianísimo o molt suau